# Arichanna negans
Arichanna negans är en fjärilsart som beskrevs av Louis Beethoven Prout 1932. Arichanna negans ingår i släktet Arichanna och familjen mätare. Inga underarter finns listade i Catalogue of Life.